# 上杉哲平
上杉 哲平（うえすぎ てっぺい、1985年11月11日 - ）は、兵庫県神戸市出身の元サッカー選手、現サッカー指導者。現役当時のポジションはゴールキーパー。

## 来歴
小学校3年生の時にサッカーを始めたが、先生からの推薦で小学校6年生までは陸上競技の4x100リレーに打ち込み兵庫県代表として出場した全国大会では10位になった。その時の1位は岡山県代表でアンカーは苔口卓也だった。中学校2年生の夏に顧問の一言でキーパーへ転身。ナショナルトレセンにも選出され高校は名門滝川第二高校へ入学。
在籍時全ての全国大会へ出場し冬の選手権大会では2年生、3年生と2年連続で全国3位。3年生時には、平山相太、兵藤慎剛率いる国見高校に敗戦。
ヴィッセル神戸、ジェフ千葉の強化指定選手として活動した。82回選手権大会では大会No.1GKと紹介され、U-23北京オリンピック代表候補、それまでも世代別代表にも選出され、西川周作らとレギュラーポジションを争った。滝川第二高時代の一学年下には、岡崎慎司がいた。高校卒業後Jからのオファーがありながら、本人の強い希望で大学へ進学。大学は阪南大学、伊野波雅彦と同期であった。2004年7月末に退学し、ヴィッセル神戸、アルビレックス新潟に指定選手、練習生として加わり、その後アルビレックス新潟に加入。
アルビレックス新潟シンガポールでも活動した。。2007年は徳島ヴォルティス、2008年は、ザスパ草津に在籍。2009年途中から斉藤俊秀率いる藤枝MYFCに加入し、昇格へ貢献した。
選手生活9年をもって、引退。選手時代は、怪我に悩まされることが多かった。
2012年から名古屋グランパスアカデミースタッフとして第二の人生をスタートし、育成年代のGKを指導した。
2014年から地元神戸に戻り、INAC神戸レオネッサ育成スタッフ、トップチームGKコーチに就任。関西大学のGKコーチも兼任し、ヴィッセル神戸へ入団した前川を指導している。

## 所属クラブ
- 2001年 - 2003年 滝川第二高校
- 2004年4月 - 7月 阪南大学
- 2004年9月 - 2006年  アルビレックス新潟- アルビレックス新潟シンガポール- アルビレックス新潟
- 2007年  徳島ヴォルティス
- 2008年-2011年 ザスパ草津- 藤枝MYFC- ザスパ草津